# Acidentes e incidentes aéreos de 2019

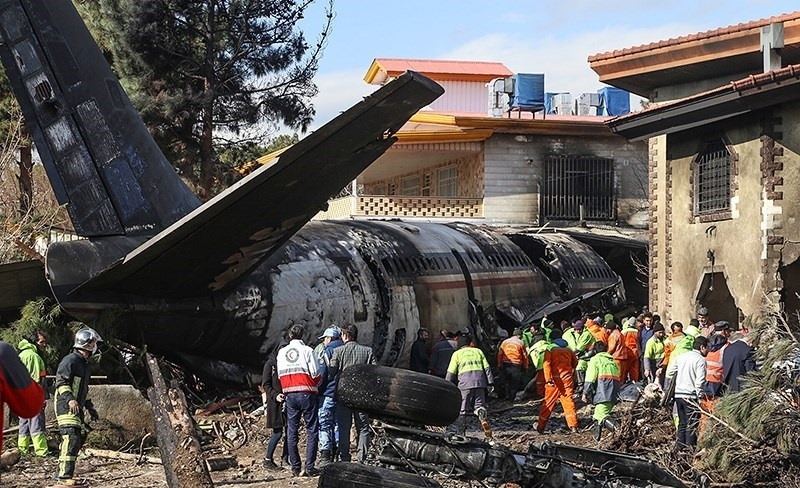
Acidente do Boeing 707 da Saha Airlines ocorrido no dia 14 de janeiro de 2019

Esta lista cita os acidentes e incidentes aéreos ocorridos em 2019 no qual o primeiro ocorreu no dia 14 de janeiro de 2019 e o último relatado ocorreu no dia 27 de dezembro de 2019, do mais letal, acabou ceifando ao menos 157 pessoas. No total este ano até agora houve 31 incidentes aéreos que envolveram 1.150 pessoas entre passageiros e tripulantes, deixando 238 feridos e 364 mortos.
Entre as vítimas notórias em estes acidentes aéreos estão:
- Emiliano Sala, jogador de futebol argentino, vítima no acidente ocorrido no dia 21 de janeiro de 2019;[1]
- Ricardo Boechat, jornalista brasileiro, vítima no acidente ocorrido no dia 11 de fevereiro de 2019;[2]
- Rabindra Prasad Adhikari, Ministro do Turismo de Nepal, vítima no acidente ocorrido no dia 27 de fevereiro de 2019;[3]
- Gabriel Diniz, cantor brasileiro, vítima no acidente ocorrido no dia 27 de maio de 2019.[4]

## Lista
| Voo ou nome do incidente              | Data                    | Local do acidente                                                          | Origem                                                            | Destino                                                           | Passageiros | Tripulantes | Vítimas Fatais          | Feridos     | Sobreviventes | Observações                                                                          |
| ------------------------------------- | ----------------------- | -------------------------------------------------------------------------- | ----------------------------------------------------------------- | ----------------------------------------------------------------- | ----------- | ----------- | ----------------------- | ----------- | ------------- | ------------------------------------------------------------------------------------ |
| Boeing 707 da Saha Airlines           | 14 de janeiro de 2019   | Base Aérea de Fath, Irão                                                   | Aeroporto Internacional de Manas, Bishkek, Quirguistão            | Aeroporto Internacional Payam, Karaj, Irão                        | 0           | 16          | 15                      | 1           | 1             |                                                                                      |
| Piper PA-46 prefixo N264DB            | 21 de janeiro de 2019   | Canal da Mancha, Reino Unido e França                                      | Aeroporto Atlantique, Nantes, França                              | Aeroporto de Cardiff, Cardiff, Gales                              | 1           | 1           | 2 (Todos)               | 0           | 0             | - Uma das vítimas fatais foi o jogador de futebol argentino Emiliano Sala            |
| Bell 206B prefixo PT-HPG              | 11 de fevereiro de 2019 | Rodovia Anhanguera, São Paulo, Brasil                                      | Campinas, São Paulo, Brasil                                       | São Paulo, São Paulo, Brasil                                      | 1           | 1           | 2 (Todos)               | 1 (Em solo) | 1 (Em solo)   | - Uma das vítimas fatais foi o jornalista brasileiro Ricardo Boechat                 |
| Atlas Air 3591                        | 23 de fevereiro de 2019 | Trinity Bay, Estados Unidos                                                | Aeroporto Internacional de Miami, Miami, Florida, EUA             | Aeroporto Intercontinental George Bush, Houston, Texas, EUA       | 1           | 2           | 3 (Todos)               | 0           | 0             |                                                                                      |
| Biman Bangladesh Airlines 147         | 24 de fevereiro de 2019 | Aeroporto Internacional Shah Amanat,Daca, Bangladesh                       | Aeroporto Internacional Hazrat Shahjalal, Daca, Bangladesh        | Aeroporto Internacional de Dubai, Dubai, Emirados Árabes Unidos   | 134         | 14          | 1 (Sequestrador)        | 1           | 149           | - Avião sofreu uma tentativa de sequestro                                            |
| Helicóptero da Air Dynasty            | 27 de fevereiro de 2019 | Taplejung, Nepal                                                           | Templo Pathibhara Devi, Nepal                                     | Chuhandanda, Nepal                                                | 6           | 1           | 7 (Todos)               | 0           | 0             | - Uma das vítimas fatais foi o Ministro do Turismo de Nepal Rabindra Prasad Adhikari |
| Douglas DC-3                          | 9 de março de 2019      | Finca La Bendición, San Martín, Meta, Colômbia                             | Taraira, Vaupés, Colômbia                                         | Aeroporto Vanguardia, Villavicencio, Colômbia                     | 11          | 3           | 14 (Todos)              | 0           | 0             |                                                                                      |
| Ethiopian Airlines 302                | 10 de março de 2019     | Bishoftu, Etiópia                                                          | Aeroporto Internacional Bole, Adis Abeba, Etiópia                 | Aeroporto Internacional Jomo Kenyatta,Nairóbi, Quênia             | 149         | 8           | 157 (Todos)             | 0           | 0             | - Trata-se do acidente mais fatal ocorrido no ano                                    |
| Northrop N-9M                         | 22 de abril de 2019     | Norco, Califórnia, Estados Unidos                                          | Aeroporto de Chino, Chino, Estados Unidos                         | Aeroporto de Chino, Chino, Estados Unidos                         | 0           | 1           | 1 (Todos)               | 0           | 0             |                                                                                      |
| Miami Air 293                         | 3 de maio de 2019       | Rio St. Johns, Jacksonville, Flórida, Estados Unidos                       | Aeródromo Leeward, Baía de Guantánamo,Cuba                        | Estação Aérea Naval de Jacksonville, Jacksonville, Estados Unidos | 136         | 7           | 0                       | 21          | 143 (Todos)   |                                                                                      |
| Aeroflot 1492                         | 5 de maio de 2019       | Aeroporto Internacional de Moscovo, Moscou, Rússia                         | Aeroporto Internacional de Moscovo, Moscou, Russia                | Aeroporto Internacional de Murmansk, Murmansk, Russia             | 73          | 5           | 41                      | 11          | 37            |                                                                                      |
| Biman Bangladesh Airlines 60          | 8 de maio de 2019       | Aeroporto Internacional de Rangum, Rangum, Myanmar                         | Aeroporto Internacional Hazrat Shahjalal, Daca, Bangladesh        | Aeroporto Internacional de Rangum, Rangum, Mianmar                | 28          | 5           | 0                       | 18          | 33 (Todos)    |                                                                                      |
| Colisão aérea no Alasca               | 13 de maio de 2019      | George Inlet, Alasca, Estados Unidos                                       | Base de Hidroaviões do Porto de Ketchikan, Alasca, Estados Unidos | Base de Hidroaviões do Porto de Ketchikan, Alasca, Estados Unidos | 4           | 1           | 6                       | 10          | 10            |                                                                                      |
| Colisão aérea no Alasca               | 13 de maio de 2019      | George Inlet, Alasca, Estados Unidos                                       | Base de Hidroaviões do Porto de Ketchikan, Alasca, Estados Unidos | Base de Hidroaviões do Porto de Ketchikan, Alasca, Estados Unidos | 10          | 1           | 6                       | 10          | 10            |                                                                                      |
| Taquan Air 20                         | 20 de maio de 2019      | Metlakatla, Alasca, Estados Unidos                                         | Base de Hidroaviões do Porto de Ketchikan, Alasca, Estados Unidos | Base de Hidroaviões de Metlakatla, Alasca, Estados Unidos         | 1           | 1           | 2 (Todos)               | 0           | 0             |                                                                                      |
| Piper PA-28 prefixo PT-KLO            | 27 de maio de 2019      | Estância, Sergipe, Brasil                                                  | Salvador, Bahia, Brasil                                           | Maceió, Alagoas, Brasil                                           | 1           | 2           | 3 (Todos)               | 0           | 0             | - Uma das vítimas fatais foi o cantor brasileiro Gabriel Diniz                       |
| Antonov An-32 da Força Aérea Indiana  | 3 de junho de 2019      | Gatte, Arunachal Pradexe, Índia                                            | Aeroporto de Jorhat, Assão, Índia                                 | Aeroporto de Mechuka, Mechuka, Índia                              | 5           | 8           | 13 (Todos)              | 0           | 0             |                                                                                      |
| AgustaWestland AW109 NY               | 10 de junho de 2019     | Axa Equitable Center, Nova Iorque, Estados Unidos                          | Heliporto particular, Nova Iorque, Estados Unidos                 | Heliporto particular, Nova Iorque, Estados Unidos                 | 0           | 1           | 1 (Todos)               | 0           | 0             |                                                                                      |
| Angara Airlines 200                   | 27 de junho de 2019     | Aeroporto de NizhneangarsNizhneangarsk Rússia                              | Aeroporto Internacional Baikal, Ulan-Ude, Russia                  | Aeroporto de NizhneangarskNizhneangarsk                           | 43          | 4           | 2                       | 22          | 45            |                                                                                      |
| GA8 Airvan da Skydive Umeå            | 14 de julho de 2019     | Storsandskär, Umeå, Suécia                                                 | Aeroporto de Umeå, Umeå,Suécia                                    | Aeroporto de Umeå, Umeå, Suécia                                   | 8           | 1           | 9 (Todos)               | 0           | 0             |                                                                                      |
| King Air 350 do Exército do Paquistão | 30 de julho de 2019     | Mora Kalu, Raualpindi, Punjab, Paquistão                                   | Base Aérea Nur Khan, Paquistão                                    | Desconhecido                                                      | 0           | 5           | 18 (Todos) (13 no solo) | 0           | 0             |                                                                                      |
| Ural Airlines 178                     | 15 de agosto de 2019    | Aeroporto Internacional de Jukovsky, Moscou, Rússia                        | Aeroporto Internacional de Jukovsky Moscou, Rússia                | Aeroporto Internacional de Simferopol, Simferopol, Rússia         | 226         | 7           | 0                       | 74          | 233 (Todos)   |                                                                                      |
| Beechcraft King Air nas Filipinas     | 1 de setembro de 2019   | Agojo Resort, Calamba, Filipinas                                           | Aeroporto de Dipolog, Zamboanga do Norte, Filipinas               | Aeroporto Internacional Ninoy Aquino, Manila, Filipinas           | 7           | 2           | 9 (Todos)               | 2 (No solo) | 0             |                                                                                      |
| Boeing B-17                           | 2 de outubro de 2019    | Aeroporto Internacional Bradley, Windsor Locks,Connecticut, Estados Unidos | Aeroporto Internacional Bradley,Connecticut, EUA                  | Aeroporto Internacional Bradley,Connecticut, EUA                  | 10          | 3           | 7                       | 6           | 6             |                                                                                      |
| Ukraine Air Alliance 4050             | 4 de outubro de 2019    | Lviv, Ucrânia                                                              | Aeroporto de Vigo, Vigo,Espanha                                   | Aeroporto Internacional de Istambul, Istambul, Turquia            | 1           | 7           | 5                       | 3           | 3             |                                                                                      |
| PenAir 3296                           | 17 de outubro de 2019   | Aeroporto de Unalaska, Ilha Amaknak, Alasca, Estados Unidos                | Aeroporto Internacional Ted StevensAnchorage, Estados Unidos      | Aeroporto de Unalaska, Dutch Harbor, Estados Unidos               | 39          | 3           | 1                       | 12          | 41            |                                                                                      |
| Cirrus SR20 G2 PR-ETJ                 | 21 de outubro de 2019   | Belo Horizonte, Minas Gerais, Brasil                                       | Aeroporto de Belo Horizonte-Carlos Prates, Minas Gerais, Brasil   | Aeroporto de Ilhéus, Bahia, Brasil                                | 4           | 1           | 4                       | 1           | 1             |                                                                                      |
| Cessna C550 prefixo PT-LTJ            | 14 de novembrode 2019   | Maraú, Bahia, Brasil                                                       | Aeroporto de Jundiaí, São Paulo, Brasil                           | Maraú, Bahia, Brasil                                              | 8           | 2           | 5                       | 0           | 5             |                                                                                      |
| Dornier Do 228 da Busy Bee            | 24 de novembrode 2019   | Aeroporto Internacional de Goma, Goma, República do Congo                  | Aeroporto Internacional de Goma, Goma, República do Congo         | Aeroporto de Beni, Beni, República do Congo                       | 19          | 2           | 26 (6 no solo)          | 1           | 1             | - Acidente mais grave registrado com este tipo de aeronave                           |
| Bek Air 2100                          | 27 de dezembrode 2019   | Aeroporto Internacional de Almaty, Almaty, Cazaquistão                     | Aeroporto Internacional de Almaty, Almaty, Cazaquistão            | Aeroporto Internacional Nursultan Nazarbayev, Cazaquistão         | 93          | 5           | 12                      | 54          | 86            |                                                                                      |